# Maître Péronilla

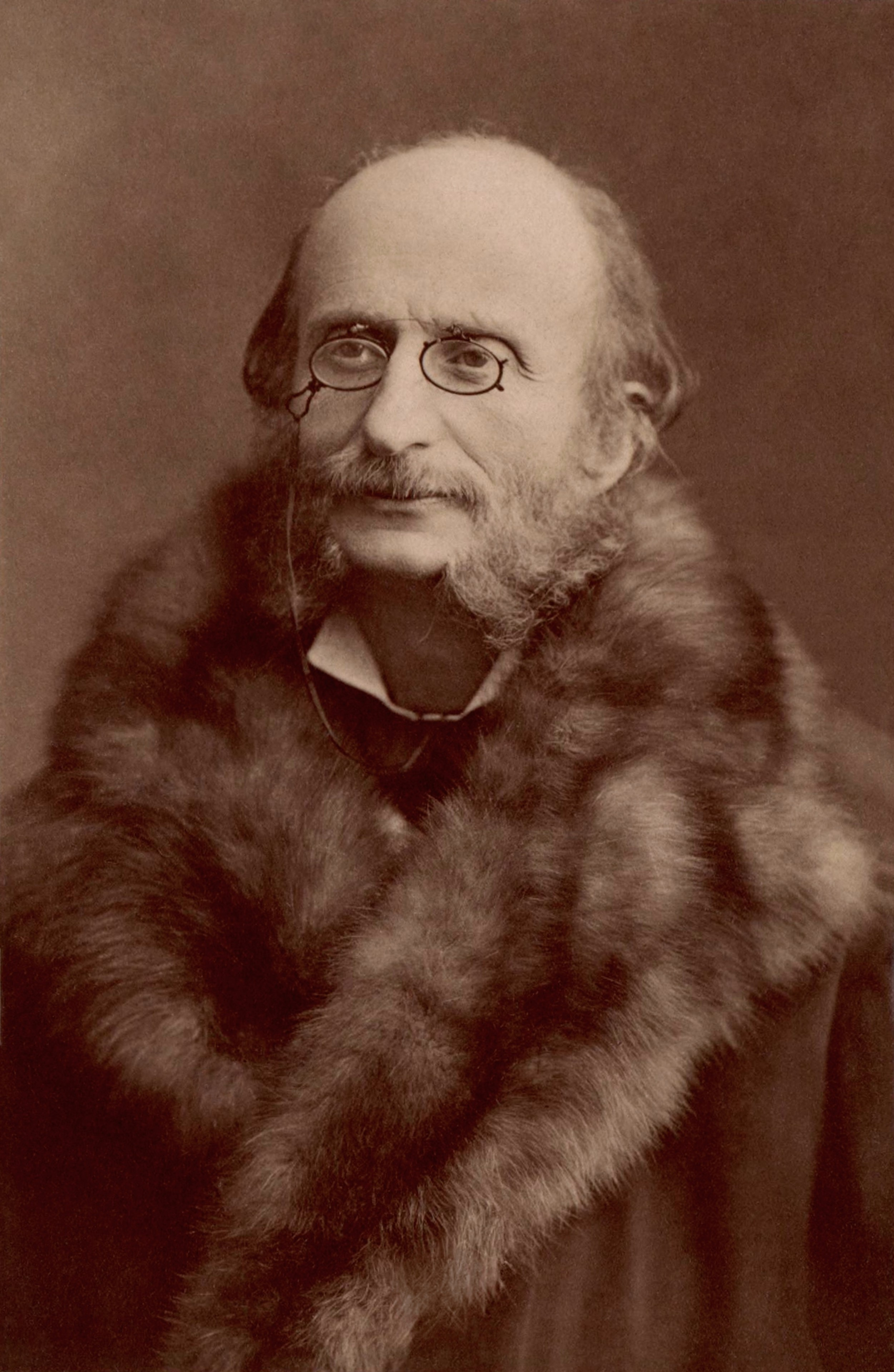
Jacques Offenbach

Maître Péronilla är en opéra bouffe (operett) i tre akter med musik av Jacques Offenbach och libretto av Charles-Louis-Étienne Nuitter och Paul Ferrier.

## Historia
Undertiteln var La femme à deux maris; arbetstiteln under förberedelserna med librettot och komponerandet hade varit Frimouskino, vilket Offenbach hade skissat på under slutet av 1860-talet. Musiken skrevs i Nice och Offenbach bad Nuitter och Ferrier om hjälp med sångtexterna emedan hans tidigare medarbetare Henri Meilhac och Ludovic Halévy hade fokuserat på andra projekt däribland ett med Charles Lecocq.
Operetten hade premiär den 13 mars 1878 på Théâtre des Bouffes-Parisiens men togs bort från repertoaren efter mindre än två månader. Den är ett av flera verk där Offenbach använder sig av spanskt tema: Pépito, La Duchesse d’Albe och Les Bavards. 
Två rättstvister uppstod över operettens innehåll - mot Offenbach och efter hans död mot teaterchefen Charles Comte - om anklagelser för plagiat från ett scenverk av Oswald och Lévy.
I Sverige framfördes operetten med titeln Advokaten Peronilla några gånger på Östermalmsteatern i Stockholm i april 1905.

## Personer
| Roller                                                         | Röststämma  | Premiärbesättning 13 Mars 1878 (Dirigent: Thibault) |
| -------------------------------------------------------------- | ----------- | --------------------------------------------------- |
| Manoëla                                                        | sopran      | Humberta                                            |
| Alvarès                                                        | sopran      | Blanche Peschard                                    |
| Léona                                                          | mezzosopran | Caroline Girard                                     |
| Frimouskino                                                    | mezzosopran | Paola Marié                                         |
| Péronilla                                                      | baryton     | Daubray                                             |
| Don Guardona                                                   | tenor       | Alfred Jolly                                        |
| Ripardos                                                       | baryton     | Étienne Troy                                        |
| Don Henrique de Rio Grande                                     |             | Sassard                                             |
| Brid’oison                                                     | bas         | Scipion                                             |
| Le Corrégidor                                                  | bas         |                                                     |
| 1:e domare                                                     | tenor       | Jannin                                              |
| 2:a domare                                                     | tenor       | Chambéry                                            |
| Kör: Gäster, betjänter, tjänare, alguaziler, kvinnor, soldater |             |                                                     |

## Handling

### Akt 1
Péronillas trädgård
Den unga och vackra Manoëla, dotter till Madrids ledande chokladfabrikant, ska gifta sig med den gamle Don Guardona, till missbehag för soldaten Ripardos och tjänstemannen Frimouskino. Péronillas syster Léona har arrangerat bröllopet för att göra intryck på den vackre musikläraren Alvarès. Läraren, som fick korgen av Léona, återvänder till Péronillas hus. Äktenskapskontraktet har redan skrivits under, men i kyrkans mörka ljus får Ripardos och Frimouskino tag i Alvarès och lyckas gifta bort honom med Manoëla i stället för Don Guardona - och ger sålunda henne två äkta män.

### Akt 2
I Marquis Don Henrique de Rio Grandes palats
De nygifta (eller snarare Manoëla och Alvarès) sitter vid bröllopsmiddagen. Alvarès sjunger en malagueña. Det är överenskommet att lämna alla förklaringar till nästa dag, särskilt som Péronilla skäms över tilltaget och inte kan bestämma vilken av de båda svärsönerna han vill ha. Alla går till sängs. Manoëla och Alvarès, med hjälp av Ripardos och Frimouskino (och en tyst Péronilla), tillåts fly men fångas in av alguaziler och Manoëla sätts i kloster tills saken har retts ut.

### Akt 3
I domstolen
Folket har samlats i domstolen för att åhöra domslutet. Vittnen kallas och Péronilla återtar sitt gamla yrke som advokat och försvarar Alvarè. När domaren Brid’oison begär att få se bröllopskontraktet framkommer det att namnet Léona står där i stället för Manoëla (en gärning uträttad av Frimouskino). Léona är inte missnöjd med att äkta Don Guardona, så Alvarès blir Manoëlas enda make.